# Ablerus pumilus
Ablerus pumilus är en stekelart som beskrevs av Annecke och Insley 1970. Ablerus pumilus ingår i släktet Ablerus och familjen växtlussteklar.
Artens utbredningsområde är:
- Etiopien.
- Somalia.

Inga underarter finns listade i Catalogue of Life.